# Grafia
La grafia è il modo di trasmettere in scrittura le parole, sia con riferimento al ductus (cioè il modo in cui, nello studio paleografico, il singolo scrivente vergava a mano le lettere), sia con riferimento al modo in cui i fonemi sono tradotti in grafemi e tali scelte ordinate nella norma ortografica di una data lingua. Di questo secondo aspetto si occupa la linguistica.
La grafia usata nei codici trasmette informazioni sulla lingua dell'autore o del copista e dà indicazioni sulla data e sul luogo di composizione. Ciò perché la grafia muta nel tempo. Ad esempio, nei codici antichi si trovano forme come Matdonna, benedictione, dompna, scripto, decto, con soluzioni grafiche di sapore latineggiante, che venivano comunque pronunciate come le forme moderne Madonna, benedizione, donna, scritto, detto.
Alla grafia italiana moderna gl corrispondevano forme antiche come l, ll, lgl, e al moderno digramma gn forme come n, ngn, nn.
Talvolta, le grafie moderne conservano elementi etimologici, come nelle forme del verbo italiano avere (ho, hai, ha, hanno, con la h di habeo) o nel toponimo Vibo Valentia o nelle coppie famigliare/familiare e obiettivo/obbiettivo. Grafie etimologiche erano molto correnti in passato (ad esempio, Ariosto scriveva exemplo, hora, resurrectione, cavallier).